# Берсаев, Абдуллах Алихажиевич
Абдуллах Алихажиевич Берсаев (чечен. Берсаев ӀабдуллахӀ; род. 12 декабря 1982 год, Тевзана Веденский район Чечено-Ингушская АССР) — известный чеченский фотограф. Самый известный пейзажист Чечни и один из самых известных на Северном Кавказе. Фотографии А. Берсаева пользуются популярностью как в России, так и за рубежом.

## Биография
Родился 12 декабря 1982 года, в с. Тевзана Веденского района Чечено-Ингушской АССР. В юном возрасте увлекался рисованием, но потом Абдуллаху пришлось оставить любимое дело. Во время войны в Чечне семья А. Берсаева переехала в Липецкую область. В 2001-2003 годах прошел срочную службу в Вооруженных силах Российской федерации в Нижнем Новгороде. После возвращения в Чечню какое-то время ничем не занимался. Спустя годы Абдуллах вернулся к этому занятию, но уже как фотограф. Пренадлежить тейпу Элистанжхой.
Фотографией Абдуллах занимается с 2010 года. Вначале это был небольшой фотосалон, в котором он делал фото на документы и оказывал различные компьютерные услуги. Закрыв фотостудию, он начал снимать свадьбы, проводить фотосессии на заказ, но это тоже со временем не стало приносить ему удовлетворения.
Когда А. Берсаев начинал фотографировать пейзажи Чечни поисковик "Яндекса" выдавал в основном кадры контртеррористических операции.
Когда я начинал, по запросу "фото, горы, Чечня" поисковики ничего хорошего не выдавали. В лучшем случае — давно обхоженные места, куда можно доехать машиной. Озеро Кезеной-Ам, Итум-Кали, Цой-Педе. Мне было интересно стать первопроходцем и фотографировать то, что лежит в стороне от дорог, уходить глубже в ущелья".

Вытеснить из поисковой выдачи "Яндекса" кадры контртеррористических операций свежими снимками природы стало для Берсаева личной миссией. Сейчас тщательно отобранного чистового материала, отснятого в самых труднодоступных местах республики, накопилось уже 4 Тб. В горах прокладывают дороги, ярко-желтые трубы газопроводов, поэтому отснятая им картинка постепенно исчезает.
А. Берсаев начал фотографировать как профессионал когда на страницу А. Берсаева подписался Глава Чечни Рамзан Кадыров. Спустя некоторое время Р. Кадыров лично связался и похвалил Абдуллаха Берсаева за работу. После чего Глава республики Р. Кадыров помог в приобретении фототехники, и с тех пор Абдуллах начал заниматься пейзажной съемкой уже на серьезном уровне.

Тимур Агиев, ингушский коллега, пишет о А. Берсаеве следующее: 
Абдуллах в родной Чечне точно так же, как я в Ингушетии, хочет системно запечатлеть все достопримечательности, познакомив с ними гостей края. Ради этой цели он готов сидеть в горах сутками, без сна, еды и комфорта, наматывая на своей «Приоре» по 200 км в день по опасным дорогам, через горные перевалы, при этом не делая исключения даже в месяц рамадан, соблюдая при этом положенный пост
.

### Премии
В 2014 году А. Берсаев выиграл призы в интернет-конкурсе «Премия Ченета-2014» и Северокавказская интернет-премии «Прометей-2014».

### Выставки
Первая авторская выставка А. Берсаева прошла в селении Хой Чеберлоевского района Чечни, приуроченная к проведению парусной регаты кубка «Кезеной-Ам 2017». Устроить ее помогли как местные органы власти, так и дизайнер-урбанист Юрий Берестов, который финансировал. Выставка была проведена в вечернее время под открытым небом. В 2017 году А. Берсаев принял участие в фотовыставке которая проходила в московском метро. И на выставке в Сочи.

### Семья
Женат, имеет троих детей.